# Cultura da Região Sul do Brasil
A Cultura da Região Sul do Brasil é muito rica, justamente por ter recebido influência de diversas colônias de imigrantes, como os alemães, os italianos, os poloneses e os ucranianos. Os colonizadores foram os primeiros a chegarem na região, anteriormente habitada pelos povos ameríndios. As principais manifestações estão na culinária, na literatura e na dança.
Curiosamente, com a migração dos sulistas em busca de novas áreas para plantio de soja, a partir da década de 1970, notou-se forte influência na região Centro-Oeste, a partir do Mato Grosso do Sul. A partir de Campo Grande, a cultura sulista se enraizou pelo interior do Estado, que hoje, está presente na música sulista, a forte característica musical dos bailes, surgindo como principais ritmos populares o vanerão, o xote (na sua versão gaúcha) e o chamamé (já de influência paraguaia), surgindo neste estado novos nomes da música.
Os Centros de Tradições Gaúchas (CTGs) são organizações responsáveis por difundir parte da cultura sulista, buscando resgatar e preservar costumes e hábitos, envolvendo danças, musicalidade, literatura, culinária e atividades esportivas e recreativas. De fato, o movimento tradicionalista gaúcho, é uma das iniciativas cívicas-culturais mais marcantes e significativas no Sul do Brasil, remetendo ao nativismo, ao regionalismo e ao folclore.

## Literatura
A literatura da região Sul do Brasil é parte da cultura sulista, onde representa características locais, englobando elementos regionalistas e atribuindo às personalidades da região a responsabilidade de produzir e difundir a diversidade literária, notabilizando ainda sulistas que ganharam projeção também no cenário nacional. Contudo, algumas produções literárias do Sul ou de sulistas, não são identificadas com a região, não transmitindo características culturais próprias da região, onde envolvem assuntos sem ligação com o povo, sem referência ao território ou até mesmo sem conexão alguma com a cultura sulista, ou ainda deixando-se influenciar pelo contexto literário brasileiro, especialmente influências paulistas e cariocas.
A literatura sulista tem sua principal origem no início da construção social do período da colonização, além de receber características do período das imigrações, do indianismo, da formação do Estado, da formação política, da instalação da Igreja, recebendo influências luso-brasileiras e europeias, além de respaldo peculiares e características específicas locais. A literatura sulista tem identidade própria e tem várias inspirações as quais podem ser usadas em suas publicações como as representações ambientais, físicas e biológicas. Representações literárias envolvendo as condições climáticas, geográficas, étnicas, linguísticas, religiosas, educacionais e políticas. A representação de elementos biológicos regionais como, por exemplo, as araucárias e o pinhão, a formação biogeográfica como os campos gerais, os pampas (campos sulinos) e também a região conhecida como campanha gaúcha, as formações de pastagens e de estâncias, além de planícies, planaltos, acidentes geográficos, serras, vales, cânions, arenitos, rios, fontes d'água e grandes quedas de águas como as Cataratas do Iguaçu.
Os mitos e as histórias contadas pelo povo, fatos históricos e personagens como o colono, o tropeiro ou ainda personagens folclóricos e indígenas também estão presentes na literatura regional. A religiosidade e o sobrenatural, bem como os signos e a musicalidade, também estão inseridos não só no imaginário popular, mas também na produção literária. Com uma produção de obras as quais se pode considerar regionalistas, são encontrados no Sul certos expoentes de movimentos literários que alcançaram importância e reconhecimento nacional, dentre eles o Simbolismo e Parnasianismo, Modernismo e o Pós-modernismo.
Entre as academias de letras, entidades, associações e instituições de cunho literário e linguístico, as mais significativas de cada estado neste âmbito são representadas pela: Academia Catarinense de Letras (ACL); Academia Paranaense de Letras (APL); Academia Rio-Grandense de Letras (ARL). Possuem o objetivo de fomentar a produção literária regional e congregar personalidades de letras. Cada academia é composta por quarenta membros. Além de outras organizações acadêmicas regionais, foi idealizada também em 1970 a Academia Sul-Brasileira de Letras (ASBL), com sede no município de Pelotas, entidade que busca contemplar no campo literário os três estados sul-brasileiros, bem como promover o domínio da literatura regional sulista, refletindo não só no aspecto cultural-literário e linguístico, mas também margeando perspectivas artísticas, históricas, educacionais, científicas, comunicacionais, sociais e políticas.
Alcides Maia, nascido em São Gabriel (RS), é considerado o primeiro sulista a ser membro da Academia Brasileira de Letras, sendo o segundo ocupante da cadeira de número 4. Foi eleito em 6 de setembro de 1913. Na literatura destacam-se algumas personalidades sulistas como os paranaenses: Anita Philipovsky; Dalton Trevisan; Domingos Pellegrini; Emiliano Perneta; Emílio de Meneses; Heitor Stockler de França; Helena Kolody; Hellê Vellozo Fernandes; Hilda Koller; Jamil Snege; José Cândido de Andrade Muricy; Oney Borba; Paulo Leminski. Os sul-rio-grandenses: Alcides Maia; Caio Fernando Abreu; Carlos Nejar; Érico Veríssimo; João Simões Lopes Neto; José Clemente Pozenato; Josué Guimarães; Letícia Wierzchowski; Luís Fernando Veríssimo; Lya Luft; Mário Quintana; Moacyr Scliar; Sérgio Jockymann; Vianna Moog. E os catarinenses: Cristóvão Tezza; Cruz e Sousa; Delminda Silveira; Leonardo Boff; Lindolf Bell; Juvêncio de Araújo Figueiredo; Urda Alice Klueger; Vicente Cechelero; Virgílio Várzea.

## Idiomas e dialetos
Os principais dialetos da língua portuguesa falados na Região Sul do Brasil são: Dialeto caipira; Dialeto florianopolitano; Dialeto fronteiriço-riverense-uruguaio; Dialeto gaúcho; Dialeto sulista; Portunhol.
Línguas alóctones
- Dialeto hunsrückisch
- Dialeto hunsriqueano riograndense
- Dialeto iídiche-brasileiro
- Dialeto katarinensisch
- Dialeto neerlando-brasileiro
- Dialeto plautdietsch
- Dialeto polaco-brasileiro
- Dialeto pomerano
- Dialeto suábico
- Dialeto talian
- Dialeto ucraniano-brasileiro

Línguas autóctone ou idiomas nativos
- Língua caiouá
- Língua caingangue
- Língua charruana
- Língua guarani
- Língua mbiá
- Língua nhandeva
- Língua xetá
- Língua xoclengue

## Música e danças
No Sul, o fandango é conhecido como música/dança tradicional. Já especificamente o Fandango Caiçara, é registrado pelo Instituto do Patrimônio Histórico e Artístico Nacional (IPHAN), considerando uma expressão musical-coreográfica-poética e festiva, cuja área de ocorrência abrange litoral sulista, principalmente o litoral do Paraná. Essa forma de expressão é um dos bens imateriais que compõe o Patrimônio Cultural do Brasil. Possui uma estrutura bastante complexa em um conjunto de práticas que perpassam o trabalho, o divertimento, a religiosidade, a música e a dança, prestígios e rivalidades, saberes e fazeres. Sendo classificado em batido e bailado ou valsado, cujas diferenças se definem pelos instrumentos utilizados, pela estrutura musical, pelos versos e toques.
No Rio Grande do Sul, os estilos encontrados são praticamente o bugio, o vanerão, xote, valsa, chamarrita, além das músicas folclóricas como balaio, tatu, facão, pau de fita. Já em Santa Catarina um estilo que chamado de música de bandas, parecido com a marchinha, recebe também a influência do estilo gaúcho. No Paraná há estilos estilos internacionais famosos como o Rock e Pop, sendo palco de vários shows de bandas internacionais.

### Erudita
Na música erudita, são poucos os artistas que alcançaram conhecimento internacional, tais como: Brasílio Itiberê da Cunha; Kismara Pessatti; Marília Vargas; Miguel Proença; Radamés Gnatalli; Roberto Szidon; Zola Amaro.

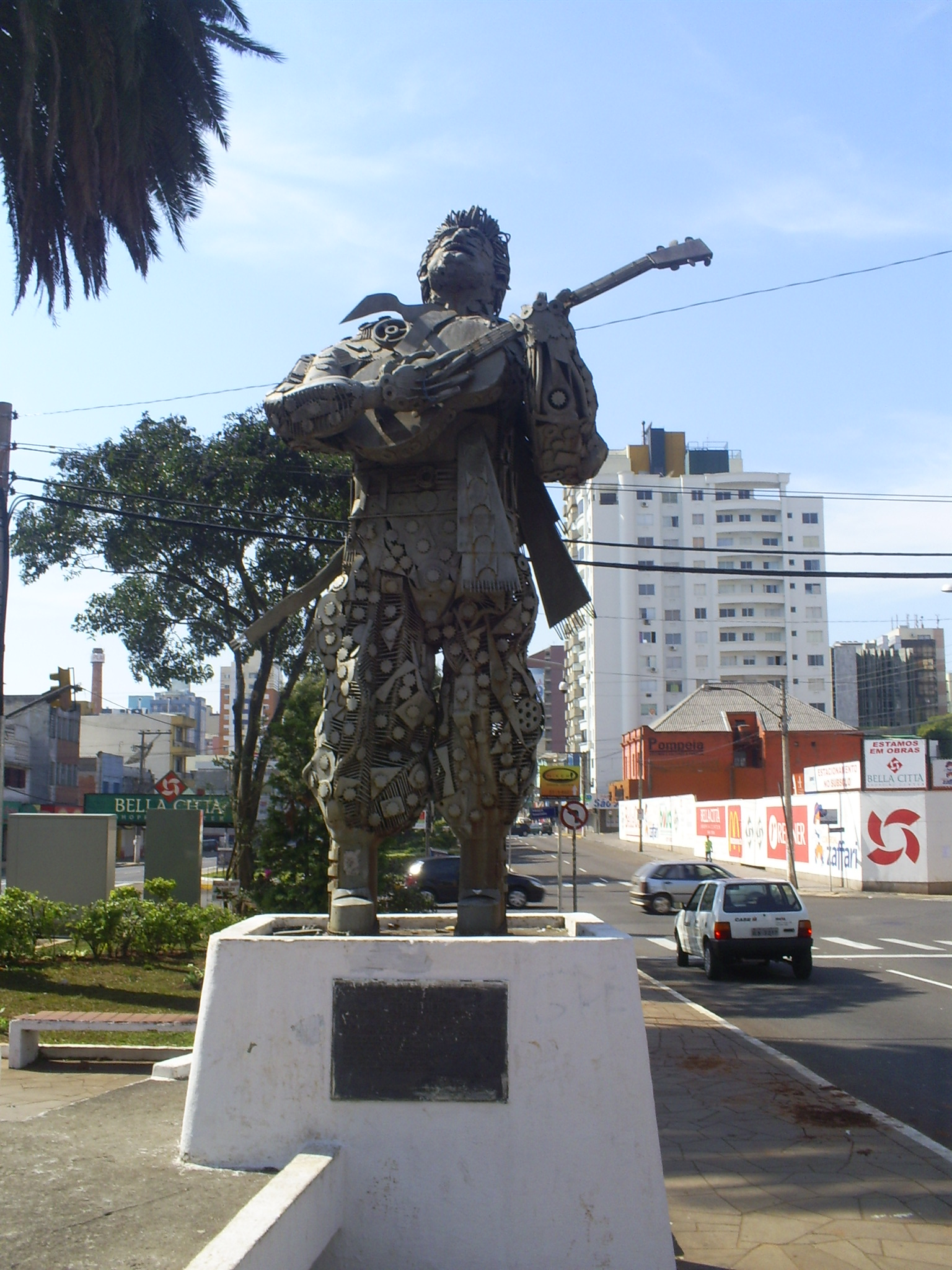
Estátua em homenagem a Teixeirinha, um dos maiores representantes da música sulista.

### Popular
Na música, alguns artistas alcançaram expressão regional e nacional, tais como: Acústicos & Valvulados; Adriana Calcanhoto; Ana Vilela; Armandinho; Arrigo Barnabé; Bidê ou Balde; Cachorro Grande; Chitãozinho & Xororó; Chiquito & Bordoneio; Comunidade Nin-Jitsu; Dazaranha; Dinho Ouro Preto; Elis Regina; Engenheiros do Hawaii; Família Lima; Fresno; Gaúcho da Fronteira;Grupo Engenho; Iriê; Jaime Caetano Braun; Karol Conka; Kleiton e Kledir; Krisiun; Irmãos Bertussi; Larissa Manoela; Li Martins; Luka; Lupicínio Rodrigues; Marjorie Estiano; Marlon & Maicon; Michel Teló; Nelson Gonçalves; Nenhum de Nós; Nhô Belarmino e Nhá Gabriela; Papas da Língua; Pedro Ortaça; Reino Fungi; Replicantes; Solon Fishbone; Teixeirinha; Teodoro & Sampaio; Tequila Baby; Ultramen; Vítor Ramil.

### Gospel
Na música gospel, essencialmente cristã católica e evangélica, vários artistas são reconhecidos na região, alguns alcançando notoriedade nacional: Assíria Nascimento; Damares; Elaine de Jesus; Giselli Cristina; Mara Lima.

### Bandas de música tradicionalista, nativista e tchê music
- Garotos de Ouro
- Os Mirins
- Os Monarcas
- Os Serranos
- Tchê Barbaridade
- Tchê Garotos

## Televisão, cinema e teatro
No âmbito das artes cênicas, bem como em setores da televisão, cinema e teatro, são vários os profissionais que se destacam na região e no Brasil. O Sul é representado, entre outros, pelos seguintes artistas do Paraná: Adriana Birolli, atriz; Alexandre Nero, ator; Alexandre Slaviero, ator; Ary Fontoura, ator; Celso Portiolli, apresentador; Denise Stoklos, atriz; Dig Dutra, atriz e humorista; Diogo Portugal, humorista; Fernanda Machado, atriz; Franciely Freduzeski, atriz; Grazielli Massafera, atriz; Guilherme Weber, ator; Guta Stresser, atriz; Herson Capri, ator; Hugo Bonemer, ator; Isadora Ribeiro, atriz e modelo; Igor Rickli, ator; Katiuscia Canoro, atriz e humorista; Lala Schneider, atriz; Luis Melo, ator; Marcelo Madureira, humorista; Maria Fernanda Cândido, atriz; Marjorie Estiano, atriz e cantora; Odilon Wagner, ator; Rafael Losso, VJ e apresentador; Ranieri Gonzalez, ator; Simone Spoladore, atriz; Sônia Braga, atriz; Tony Ramos, ator; de Santa Catarina: Carolina Kasting, atriz; Celso Freitas, repórter e jornalista; Mari Alexandre, atriz; Neuza Borges, atriz; Olga Bongiovani, apresentadora; Rejane Arruda, atriz; Rodrigo Hilbert, modelo e ator; Rogério Sganzerla, cineasta; Sônia Bridi, repórter; Vera Fischer, atriz e modelo; do Rio Grande do Sul: Carmem Silva, atriz; Cecília Dassi, atriz;Daniela Escobar, atriz; Fernanda Lima, atriz e apresentadora; Glória Menezes, atriz; Ítala Nandi, atriz; José Lewgoy, ator; Juliana Didone, atriz; Letícia Birkheuer, atriz; Lilian Lemmertz, atriz; Maria Della Costa, atriz; Mel Lisboa, atriz; Paulo César Pereio, ator; Paulo José, ator e diretor; Rafinha Bastos, jornalista, humorista e apresentador; Sílvia Pfeifer, atriz e modelo; Xuxa, modelo e apresentadora; Walmor Chagas, ator; Werner Schünemann, ator.

## Esporte
O Sul é representado, entre outros, por vários profissionais do esporte: Ademir Roque Kaefer, jogador de futebol; André Heller, jogador de vôlei; Alex, jogador de futebol; Alexandre Pato, jogador de futebol, campeão mundial em 2006; Alexandre Ramos Samuel (Tande), ex-jogador de vôlei; Aléxis Stival (Cuca), treinador de futebol; Ana Moser, jogadora de vôlei; Ana Paula Rodrigues, ginasta; Cláudio Ibrahim Vaz Leal - Branco, ex-jogador e técnico de futebol; Carlos Caetano Bledorn Verri (Dunga), ex-jogador de futebol e atual treinador da Seleção Brasileira; Daiane dos Santos, ginasta, campeã mundial em 2003 e 5º em Atenas 2004; Emanuel Rego, jogador de vôlei de praia; Fernando Scherer, nadador; Gilberto Godoy Filho (Giba), jogador de vôlei; Gustavo Endres, ex-jogador de vôlei; Gustavo Kuerten (Guga), tenista, tricampeão de Roland Garros; João Derly, lutador de judô, campeão mundial em 2005; João Saldanha, treinador de futebol que classificou o Brasil na Copa do Mundo de 1970; John Lineker, lutador de MMA de Paranaguá; Juraci Moreira Jr., triatleta; Levir Culpi, treinador de futebol; Luiz Felipe Scolari, técnico campeão mundial em 2002 e ex-jogador de futebol; Marcia Narloch, maratonista; Maurício Gugelmin, piloto automobilístico; Mauricio "Shogun" Rua, lutador de artes-marciais; Mauro Galvão, ex-jogador de futebol; Murilo Endres, jogador de vôlei; Natália Falavigna, lutadora de taekwondo; Paulo Rink, jogador de futebol; Paulo Roberto Falcão, ex-jogador, ex-técnico e comentarista de futebol; Raul Boesel, piloto; Renan Dal Zotto (Renan), ex-jogador de vôlei integrante da seleção brasileira de 1984; Renato Gaúcho, técnico e ex-jogador de futebol; Ricardinho, jogador de futebol, campeão mundial; Ricardo Zonta, piloto; Rogério Ceni, jogador de futebol campeão mundial em 2002 e 2005; Ronaldinho Gaúcho, jogador de futebol, campeão mundial em 2002; Sérgio Dutra Santos (Escadinha), jogador de vôlei; Taffarel, ex-goleiro da seleção brasileira de futebol; Thomas Koch, ex-tenista; Vanderlei Cordeiro de Lima, maratonista; Waldemar Niclevicz, alpinista; Wanderlei Silva, lutador.

### Futebol
O futebol da Região Sul do Brasil, assim como em todo território brasileiro, é um dos esportes de maior representatividade cultural. Vários clubes masculinos e femininos já participaram e foram destaques na Copa do Brasil e no Campeonato Brasileiro, tendo inclusive a participação de eventos internacionais como na Copa Sul-Americana, na Copa Libertadores da América e na Copa do Mundo de Clubes da FIFA. Vários torneios e campeonatos a nível regional já foram realizados, como o Campeonato Sul-Brasileiro de Futebol e a Copa Sul. A nível estadual os principais campeonatos da Região Sul são: Campeonato Gaúcho, Campeonato Paranaense e Campeonato Catarinense. Conta com cinco times na primeira divisão do Campeonato Brasileiro de 2019 (Athletico Paranaense, Avaí, Chapecoense, Grêmio e Internacional) sete times na segunda divisão do Campeonato Brasileiro de 2019 (Brasil de Pelotas, Criciúma, Coritiba, Figueirense,  Londrina, Operário Ferroviário e Paraná Clube), três times na terceira divisão do Campeonato Brasileiro de 2019 (Juventude, São José de POA e Ypiranga de Erechim) e dez times na quarta divisão do Campeonato Brasileiro de 2019 (Atlético Tubarão, Avenida, Brusque,  Caxias, Cianorte, Foz do Iguaçu, Gaúcho de Passo Fundo, Hercílio Luz, Joinville e Maringá).
No Sul, no ano de 2011, foram destaques os seguintes clubes:
|  | Série A - Paraná - Coritiba Foot Ball Club (Curitiba) - Clube Atlético Paranaense (Curitiba) - Rio Grande do Sul: - Grêmio Foot-Ball Porto Alegrense (Porto Alegre) - Sport Club Internacional (Porto Alegre) - Santa Catarina - Avaí Futebol Clube (Florianópolis) - Figueirense Futebol Clube (Florianópolis) |  | Série B - Paraná - Paraná Clube - Santa Catarina - Criciúma Esporte Clube (Criciúma) | Série C - Rio Grande do Sul - S.E.R Caxias (Caxias do Sul) - Grêmio Esportivo Brasil (Pelotas) - Santa Catarina - Clube Náutico Marcílio Dias (Itajaí) |  | Série D - Paraná - Londrina Esporte Clube - Corithians Paranaense ( Antigo J. Malucelli) - Rio Grande do Sul - Esporte Clube Pelotas (Pelotas) - Santa Catarina - Brusque Futebol Clube (Brusque) |

## Moda e vestuário
As atividades da cultura e indústria da moda e do vestuário é importante também para a economia sul-brasileira, tendo uma importante e significativa participação. No mundo da moda, a Região Sul é um dos principais nichos no segmento, envolvendo uma vasta diversidade cultural e produção artística. Culturalmente, a indústria da moda, a produção de vestuário, bem como seus profissionais, estão bem presentes no cotidiano sulista. Historicamente, muitos grupos desenvolveram suas atividades na confecção de roupas e trajes na região, deixando uma rica herança cultural e econômica. Com características marcantes, a diversidade étnica e a miscigenação sulista contribuíram com cores, traços, cortes e texturas, recebendo influências desde da cultura indígena, portuguesa, açoriana e africana, até de outras nações europeias, árabes e asiáticas, sendo observado, sobretudo, a forte tradição de influência eurocêntrica.
Na cultura sulista, estão identificados peças de vestuários bem específicas, remetendo aos trajes típicos gaúchos, com influência portuguesa e espanhola, e com adaptações de origens indígenas, túrquicas, e até mesmo árabes, como a bombacha, as botas, o chiripá, a guaiaca, a pala, a pilcha, o poncho, os vestidos de prendas, além de fitas, bordados, lenços (adorno), cintos, fivelas, chapéus e boinas.
Além de empresas ligadas ao setor, agências, indústrias têxteis, escolas e eventos como feiras e desfiles, há uma diversidade de estilistas, figurinistas, designers, consultores e modelos. O Sul é representado, entre outros, por vários profissionais da moda: Alessandra Ambrosio, modelo internacional (RS); Ana Claudia Michels, modelo internacional (SC); Ana Hickmann, modelo internacional e apresentadora de televisão (RS); Carol Trentini, modelo internacional (RS); Caroline Correa, modelo e atriz internacional (PR); Fernanda Lima, modelo e atriz (RS); Flávia de Oliveira, modelo internacional (PR); Gisele Bündchen, modelo internacional (RS); Grazielli Massafera, modelo e atriz (PR); Isabeli Fontana, modelo internacional (PR); Jeisa Chiminazzo, modelo internacional (RS); Juliana Didone, modelo e atriz (RS); Juliana Imai, modelo internacional (PR); Laura Wie, modelo e atriz (RS); Letícia Birkheuer, modelo internacional e atriz (RS); Marcelle Bittar, modelo internacional (PR); Mariana Weickert, modelo internacional (SC); Maryeva Oliveira, modelo (SC); Michelle Alves, modelo internacional (PR); Renata Kuerten, modelo (SC); Rodrigo Hilbert, modelo e ator (SC); Shirley Mallmann, modelo internacional (RS); Sílvia Pfeifer, modelo e atriz (RS).

## Mídia

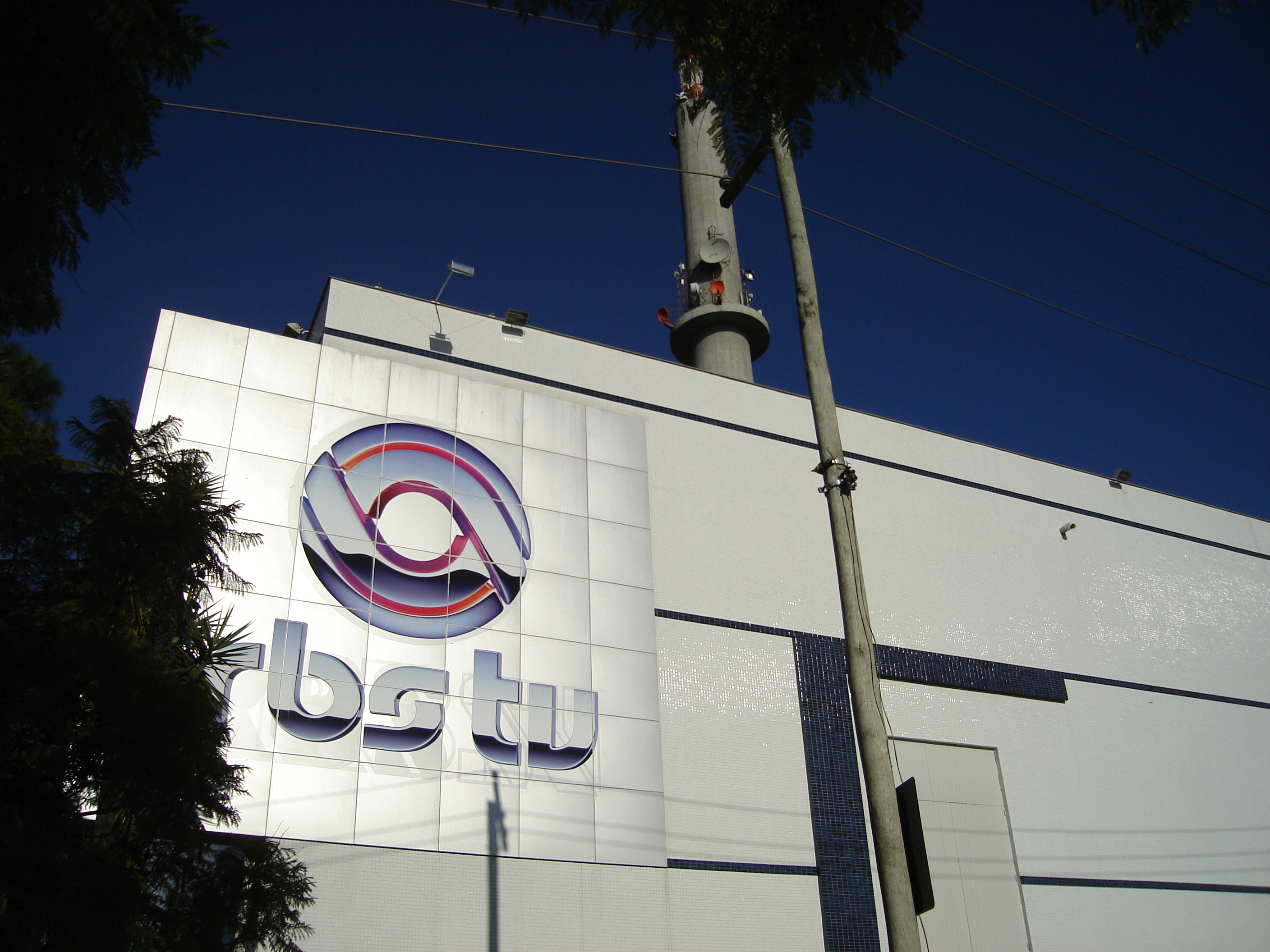
Sede da RBS TV em Porto Alegre.

### Emissoras de televisão
- CNT (Paraná);
- RIC TV (Paraná e Santa Catarina);
- RPC (Paraná);
- NSC TV (Santa Catarina);
- RBS TV (Rio Grande do Sul);
- TV Catarina (Santa Catarina);
- Band Curitiba (Paraná);
- Rede Pampa (Rio Grande do Sul);
- TV Tarobá (Paraná);
- Rede Massa (Paraná);
- SBT SC (Santa Catarina);
- SBT RS (Rio Grande do Sul).

## Artes plásticas

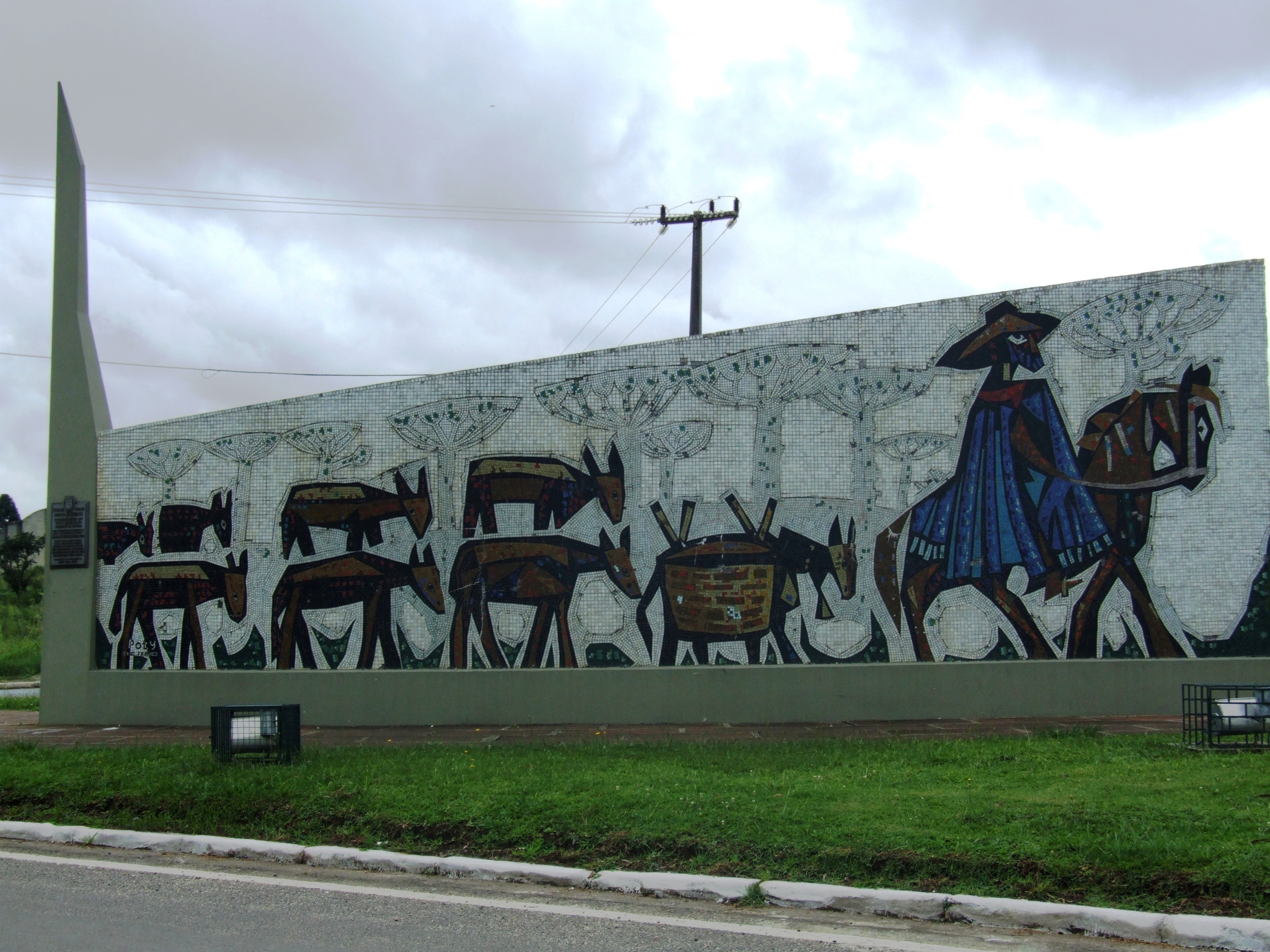
Monumento aos Tropeiros; obra de Poty Lazzarotto, em Lapa (PR).

Nas artes plásticas, o Sul é representado, entre outros, pelos seguintes artistas: Ado Malagoli (RS); Carlos Scliar (RS); Ernesto Meyer Filho, artista plástico; Francisco Stockinger (Xico Stockinger) (RS); Iberê Camargo (RS); João Luiz Roth (RS); João Turin, pintor e escultor; Juarez Machado (SC); Leopoldo Gotuzzo (RS); Martinho de Haro (SC); Pedro Weingärtner (RS); Poty Lazzarotto, artista plástico (PR); Rubens Oestroem (SC); Vitor Meireles (SC).

## Culinária
A principal fonte culinária sulista tem grande herança tropeira, além de pratos regionais influenciados pela cultura indígena, africana, cabocla e pelas colônias de imigrantes. O barreado é um prato caboclo típico do litoral paranaense, tem origem portuguesa e é preparado com carne bovina, toucinho e temperos. A iguaria é colocada em uma panela de barro, que é enterrada e sobre a qual se acende uma fogueira. O prato é assim lentamente cozido por 12 horas, até que a carne se desfaça. Muitos restaurantes de Morretes oferecem este prato gastronômico. O boi no rolete, o porco no rolete e o carneiro no buraco também são pratos típicos do Oeste Paranaense, e contam com grandes festivais durante o ano todo.
Na culinária catarinense são tradicionais o pirão de peixe no sul e a marrecada no norte. Na capital, o destaque é a sequência de camarão, uma série de vários pratos preparados com o crustáceo. Na gaúcha o churrasco com sal grosso e o chimarrão são os mais comuns. Alguns pratos da culinária sulista são: Arroz carreteiro; Barreado; Bijajica; Bockwurst; Café colonial; Camarão; Carneiro no buraco; Charque; Chimarrão; Chimia; Churrasco; Cuca; Entrevero de pinhão; Knödel; Marreco com repolho roxo; Pão no bafo; Pierogi; Pinhão; Quirera com suã; Tererê; Vinho brasileiro; Wiener.

## Política
Na política, as personalidades que fizeram carreira no Sul, são representadas, entre outras, por: Afonso Camargo, deputado federal, governador do Paraná e senador; Ana Amélia Lemos, senadora; Ângela Regina Heinzen Amin Helou, prefeita de Florianópolis e deputada federal; Aníbal Khury, deputado estadual pelo estado do PR; Antônio Carlos Konder Reis, deputado federal, senador, vice-governador e governador de Santa Catarina; Alvaro Fernandes Dias, governador do Paraná e senador; Anita Garibaldi, revolucionária brasileira; Bento Gonçalves, revolucionário brasileiro; Borges de Medeiros, governador do Rio Grande do Sul; Cida Borghetti, deputada federal, vice-governadora e governadora do Paraná; Artur da Costa e Silva, presidente do Brasil; Eliseu Padilha, deputado federal, ministro dos Transportes, ministro da Secretaria de Aviação Civil e ministro-chefe da Casa Civil; Emílio Garrastazu Médici, presidente do Brasil; Ernesto Geisel, presidente do Brasil; Esperidião Amin, prefeito de Florianópolis, deputado federal, governador de Santa Catarina e senador; Flávio Arns, deputado federal, vice-governador do Paraná e senador; Germano Rigotto, governador do Rio Grande do Sul; Getúlio Dornelles Vargas, presidente do Brasil; Gleisi Hoffmann, senadora, ministra-chefe da Casa Civil e deputada federal; Hermes da Fonseca, presidente do Brasil; Ildefonso Pereira Correia, Barão do Serro Azul; Jaime Lerner, prefeito de Curitiba e governador do Paraná; João Batista Mascarenhas de Morais, militar, foi o Comandante da Força Expedicionária Brasileira na Segunda Guerra Mundial; João Goulart, presidente do Brasil; Joaquim Francisco de Assis Brasil, político de grande influência política no Brasil e no exterior; Jorge Bornhausen, governador de Santa Catarina, senador e ministro da Educação; José Fogaça, prefeito de Porto Alegre; deputado federal e senador; Júlio de Castilhos, governador do Rio Grande do Sul; Leonel Brizola, governador do Rio Grande do Sul e do Rio de Janeiro; Luís Carlos Prestes, líder comunista brasileiro; Maria do Rosário, deputada federal e ministra da Secretaria de Direitos Humanos; Moisés Lupion, deputado federal, governador do Paraná e senador; Nereu Ramos, presidente do Brasil; Ney Braga, prefeito de Curitiba, governador do Paraná, senador, ministro da Agricultura, ministro da Educação e presidente da Itaipu Binacional; Onyx Lorenzoni, deputado federal e ministro-chefe da Casa Civil; Osmar Fernandes Dias, senador; Osmar José Serraglio, deputado federal e ministro da Justiça e Segurança Pública; Osmar Terra, deputado federal, ministro do Desenvolvimento Social e Agrário e ministro da Cidadania; Osvaldo Aranha, diplomata e governador do Rio Grande do Sul; Paulo Brossard, deputado federal, senador, ministro da Justiça e ministro do STF; Pedro Simon, governador do Rio Grande do Sul, senador e ministro da Agricultura; Roberto Requião, governador do Paraná e senador; Tarso Dutra, deputado federal, senador e ministro da Educação; Tarso Genro, prefeito de Porto Alegre, governador do Rio Grande do Sul, ministro da Educação, ministro das Relações Institucionais e ministro da Justiça; Telêmaco Augusto Enéas Morosini Borba, intelectual e deputado.